# 林家染丸 (4代目)
四代目 林家 染丸（はやしや そめまる、1949年10月10日 - ）は、大阪市西成区天下茶屋出身の落語家。本名∶木村 行志。出囃子は『正札付』。吉本興業所属。上方落語協会相談役。

## 来歴
1966年（昭和41年）、大阪府立今宮高等学校を中退し、同年8月27日付で三代目林家染丸に入門。二代目林家染二の高座名で、京都花月で初舞台を踏む。このころから音曲に興味を示し、師匠の紹介で古老の桂右之助に師事、その後の大きな財産となる。1968年に師匠の染丸が他界。このとき、染二は兄弟子の四代目林家小染の命で臨終に立ち会い、葬儀の夜に小染と「桂にも笑福亭にもなりとうない。二人でまた林家の名前を大きゅうしていこう。泣いてる場合やない」と涙した。
1972年ごろ一時芸界を離れていたが、1974年ごろ復帰。その後、吉本興業に所属。三代目笑福亭仁鶴の大喜利番組に三味線を弾けるということで出演したのをきっかけに「そめじのおっしょはん」と人気を得る。1983年から1985年にかけ、「ワープロを購入したので何か出したい」という理由から、「下座囃子」の研究書5冊と譜面集、カセットテープ3種を自費でリリースする（収支は赤字だった）。囃子の研究としては戦後初のものであった。自らの後援会「林染会」で寄席三味線教室を開き、やがてその受講者からプロの囃子方も輩出した。この寄席囃子の研究はその後も続き、2011年には創元社から『上方落語 寄席囃子の世界』を刊行した。戸田学は囃子に関する活動について「上方落語界に果たした貢献は大きい」と評している。
1984年に四代目林家小染が急死し、一門の総帥となった。1991年9月に国立文楽劇場で四代目林家染丸を襲名。またなんばグランド花月で行われた口上では笑福亭鶴瓶、漫才の夢路いとし・喜味こいし、東京の落語協会から古今亭志ん朝らも並んだ。なお、鶴瓶はこの日がなんばグランド花月への初出演。
NHK朝の連続テレビ小説「ちりとてちん」（2007年）の出演者の落語監修・指導を行い、自身も出演した。2011年5月29日には『上方落語 寄席囃子の世界』出版記念の落語会を祇園花月で開催した。
2012年11月、軽度の脳梗塞で入院、2013年1月2日に天満天神繁昌亭で『寝床』を披露し復帰するも、同年夏に再発した。2015年1月より、脳梗塞とリハビリの一環で弟子に三味線の稽古を付けている。2021年9月26日、大阪市阿倍野区民センター小ホールで行われた「林家染丸襲名30周年記念 染丸まつり」の挨拶に車椅子で登場し、約2年3か月ぶりに表舞台に上がった。

## 芸歴
- 1966年
  - 8月 - 三代目林家染丸に入門[1]、「染二」の高座名で、京都花月で初舞台を踏む。
  - このころから音曲に興味を示し、師匠の紹介で古老の桂右之助に師事する。
- 1968年 - 師匠の三代目林家染丸が他界。
- 1972年 - 一時引退。
- 1974年 - 復帰。
- 吉本興業に所属。
- 1984年 - 四代目林家小染が急死し、一門の総帥となった。
- 1991年9月 - 「四代目林家染丸」を襲名。
- 2011年5月 - 『上方落語 寄席囃子の世界』出版記念の落語会を祇園花月で開催。
- 2012年11月 - 軽度の脳梗塞で入院する。
- 2013年
  - 1月 - 天満天神繁昌亭で『寝床』を披露し復帰する。
  - 夏頃 - 脳梗塞が再発。
- 2015年1月 - 脳梗塞とリハビリの一環で弟子に三味線の稽古を付けている。

## 役職

### 現在
- 上方落語協会相談役（2018年 - ）
- 京都造形芸術大学客員教授

### 過去
- 上方落語協会副会長（2003年 - ?）
- 上方落語協会理事・教育長（? - 2018年）
- 関西大学非常勤講師（「日本伝統芸能史」担当）
- 大阪府立東住吉高等学校芸能文化科講師（後任は弟子の林家染左）

## 同期
- 六代桂文枝
- 四代目桂春団治
- 笑福亭鶴光

## 芸風
落語は、音曲・滑稽・人情噺・はめものと芸域も幅広い。

### 持ちネタ
- 『ふぐなべ』
- 『景清』
- 『煙草の火』
- 『寝床』
- 『三十石』
- 『豊竹屋』
- 『天下一浮かれの屑より』
- 『子は鎹』
- 『茶瓶ねずり』
- 『五両残し』
- 『綿屋火事』
- 『鰻谷』

### その他
- 『住吉踊り』 - 一門会、彦八まつりなどで披露する。

## 受賞歴
- 1989年 - 第18回上方お笑い大賞」金賞
- 1990年
  - 「大阪文化祭賞」奨励賞
  - 「大阪府民劇場賞」奨励賞受賞
- 1991年 - 「芸術選奨新人賞」
- 1994年 - 第49回「文化庁芸術祭」演芸部門芸術祭賞
- 2006年 - 第61回「文化庁芸術祭」演芸部門大賞
- 2008年 - 大阪市民表彰
- 2010年 - 芸術選奨文部科学大臣賞
- 2012年 - 紫綬褒章[8]

## 弟子

### 落語家
- 五代目林家小染 - 四代目林家小染からの預かり弟子
- 三代目林家染二
- 林家うさぎ
- 林家そめすけ
- 林家花丸
- 林家染雀
- 三代目林家菊丸[9]
- 林家竹丸
- 林家染左
- 林家笑丸
- 林家卯三郎
- 林家染太
- 五代目林家染語楼 - 四代目林家染語楼からの預かり弟子
- 林家染吉
- 林家愛染

### お囃子
- 山澤由江（笑福亭仁勇の夫人）
- 早川久子
- 吉川絹代
- 吉崎律子
- 脇阪新子
- 寺西美紀

### 廃業
- 林家染次郎

## 出演

### テレビドラマ
- 連続テレビ小説「ちりとてちん」（2007年 NHK）‐ 万葉亭柳宝 役

### 主演番組
- 上方演芸ホール 満員御礼 寄席芸ワールドNHK BS2　喜味こいしと共演。準レギュラー。